# Trijodtironin
Trijodtironin (T3) je eden od dveh pomembnih ščitničnih hormonov. Trijodtironin je najučinkovitejši hormon med vsemi hormoni, ki jih ščitnica izloča. Trijodtironin izkazuje 3-krat do 5-krat večjo aktivnost kot tetrajodtironin (tiroksin). Vpliva na skorajda vse procese v telesu, vključujoč uravnavanje telesne temperature, rasti in srčnega utripa.

## Kemizem
Trijodtironin je s kemijsko O-(4-hidroksi-3-jodofenil)-3,5-dijod-L-tirozin. Molekula vsebuje 58,5 masnih odstotkov joda. Kemijska formula spojine je C15H12I3NO4. Molekulska masa trijodtironina znaša 651.
T3 predstavlja le 5-10 % obeh hormonov; tiroksina izloči ščitnica 90-95 % glede na skupno količino obeh hormonov. Razpolovna doba trijodtironina v telesu znaša 10-19 ur. S pomočjo encimov se tvori iz tiroksina.
V telesu se oba hormona nahajata v večinskem deležu (okoli 99,95 %) v vezanem stanju (vezana na plazemske beljakovine) in torej le okoli 0,5 % v prosti obliki. Presnovno aktivna je le prosta oblika.

## Normalne krvne vrednosti
- Skupno T3: 0,9-1,8  ng/ml ali 1,4-2,8  nmol/l
- Prosti T3: 3,5-8,0  ng/l ali 1,8-8,1  pmol/l